# (24814) 1994 VW1
1994 في دابليو 1 (ويعرف أيضًا باسم (24814) 1994 في دابليو 1 وفق تسمية الكوكب الصغير) (بالإنجليزية: 1994 VW1)‏ هو كويكب ضمن حزام الكويكبات؛ وترتيبه 24814 من حيث الاكتشاف.
اكتُشف هذا الجُرم الفلكي بواسطة Gordon J. Garradd ‏ في 10 نوفمبر 1994.

## وصلات خارجية
- (24814) 1994 VW1 في قاعدة بيانات مختبر الدفع النفاث لأجرام النظام الشمسي الصغيرة

- الاكتشاف · مخطط المدار ·  العناصر المدارية · المعلمات المادية

- (24814) 1994 VW1 على موقع ويكي سكاي: DSS2, SDSS, GALEX, IRAS, Hydrogen α, X-Ray, Astrophoto, Sky Map, Articles and images